# Amphinema rollinsi
Amphinema rollinsi är en nässeldjursart som beskrevs av Widmer 2007. Amphinema rollinsi ingår i släktet Amphinema och familjen Pandeidae. Inga underarter finns listade i Catalogue of Life.